# 大門 (板橋区)
大門（だいもん）は、東京都板橋区の町名。丁番を持たない単独町名である。住居表示実施済み。

## 地理
板橋区の西部に位置し、三角形の町域を形成する。北で高島平、東で四葉、南西で赤塚、西で三園と隣接する。町域北辺と南西辺をそれぞれ東京都道446号長後赤塚線と国道17号で画す。北側は赤塚公園が占め、住宅地は南側の台地上に置かれる。一部、区営大門農園などの生産緑地も残されており、果樹園も営業している。

## 歴史
町域は1871年（明治4年）11月に浦和県（現埼玉県）から東京府に編入され、1889年（明治22年）北豊島郡赤塚村となった。1932年（昭和7年）に板橋区の一部分となった。1972年（昭和47年）、住居表示が実施され大門が成立した。

## 世帯数と人口
2025年（令和7年）3月1日現在（板橋区発表）の世帯数と人口は以下の通りである。
- 世帯数 : 535世帯
- 人口 : 1,190人

### 人口の変遷
国勢調査による人口の推移。
| 年                 | 人口  |
| ------------------ | ----- |
| 1995年（平成7年）  | 375   |
| 2000年（平成12年） | 673   |
| 2005年（平成17年） | 888   |
| 2010年（平成22年） | 1,001 |
| 2015年（平成27年） | 1,158 |
| 2020年（令和2年）  | 1,362 |

### 世帯数の変遷
国勢調査による世帯数の推移。
| 年                 | 世帯数 |
| ------------------ | ------ |
| 1995年（平成7年）  | 140    |
| 2000年（平成12年） | 248    |
| 2005年（平成17年） | 281    |
| 2010年（平成22年） | 333    |
| 2015年（平成27年） | 362    |
| 2020年（令和2年）  | 438    |

## 学区
区立小・中学校に通う場合、学区は以下の通りとなる（2021年8月時点）。
- 全域 : 区域
  - 小学校 : 板橋区立赤塚小学校
  - 中学校 : 板橋区立赤塚第三中学校

## 事業所
2021年（令和3年）現在の経済センサス調査による事業所数と従業員数は以下の通りである。
- 事業所数 : 25事業所
- 従業員数 : 342人

### 事業者数の変遷
経済センサスによる事業所数の推移。
| 年                 | 事業者数 |
| ------------------ | -------- |
| 2016年（平成28年） | 24       |
| 2021年（令和3年）  | 25       |

### 従業員数の変遷
経済センサスによる従業員数の推移。
| 年                 | 従業員数 |
| ------------------ | -------- |
| 2016年（平成28年） | 289      |
| 2021年（令和3年）  | 342      |

## 交通

### 鉄道
町域に駅は存在しないが、以下の路線・駅が利用可能である。
- 東京都交通局・都営地下鉄三田線：新高島平駅（高島平七丁目）・西高島平駅（高島平六丁目）

### バス
- 国際興業バス　※出入庫に伴う区間運行系統は省略。
  - 大門竹の子公園：増17　成増駅北口行き・高島平操車場行き

### 道路
- 首都高速5号池袋線：高島平出入口
- 国道17号（新大宮バイパス）
- 東京都道446号長後赤塚線

## 施設
- 東京都立赤塚公園
- 浅間神社
- 諏訪神社
- 観音寺
- 大門農園 - 板橋区営の区民農園[16]。約15平方メートルずつの28区画に分けられ、年ごとに区民から抽籤で利用者を選出する[16]。

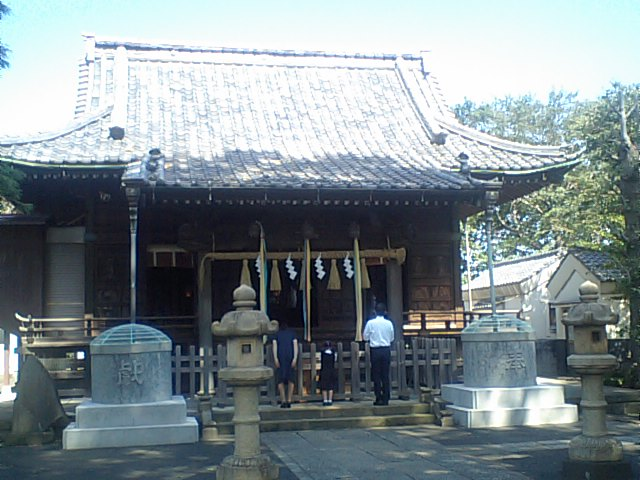
諏訪神社
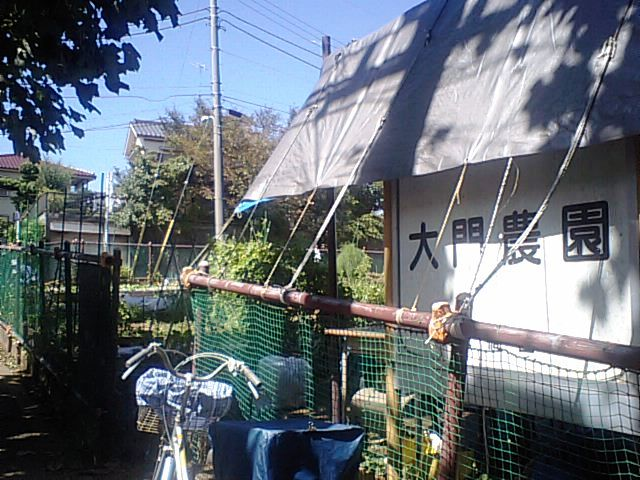
大門農園
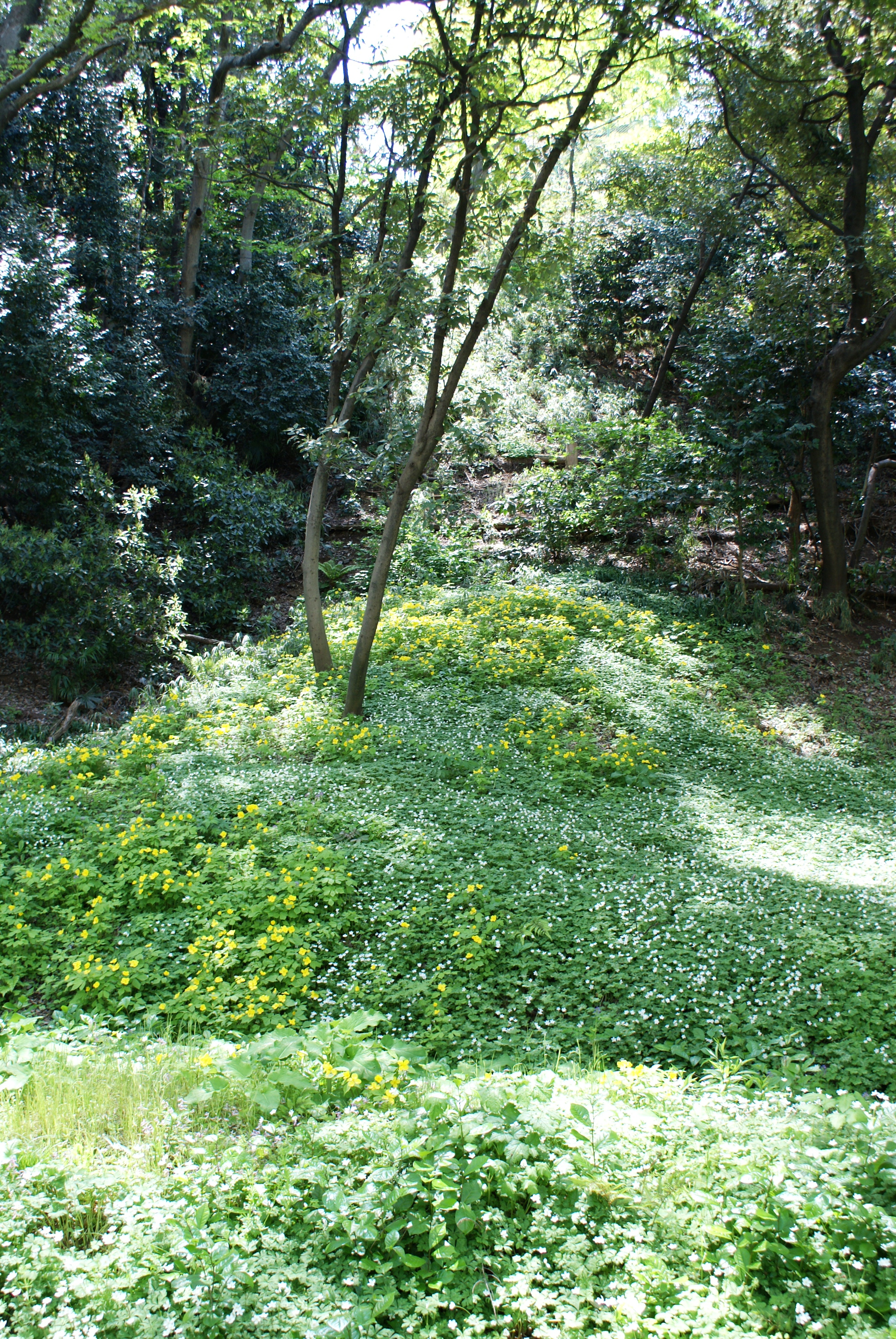
赤塚公園崖線下のニリンソウ自生地

## その他

### 日本郵便
- 郵便番号 : 175-0085[3]（集配局 : 板橋西郵便局[17]）。